# I'm Breathless
I'm Breathless: Music from and Inspired by the Film Dick Tracy (tạm dịch: I'm Breathless: Âm nhạc lấy cảm hứng và trích từ bộ phim Dick Tracy) là album nhạc phim thứ hai của nghệ sĩ thu âm người Mỹ Madonna, phát hành ngày 22 tháng 5 năm 1990 bởi Sire Records để quảng bá cho bộ phim Dick Tracy. Trong phim, Madonna thủ vai Breathless Mahoney và đóng cặp với bạn trai lúc bấy giờ của cô Warren Beatty trong vai nhân vật chính. Sau khi bộ phim được hoàn thành, Madonna bắt đầu thực hiện những bài hát cho album nhạc phim, và hợp tác với nhạc sĩ Stephen Sondheim, nhà sản xuất Patrick Leonard và kỹ sư âm nhạc Bill Bottrell. Cô cũng đã làm việc với nhà sản xuất Shep Pettibone trong đĩa đơn đầu tiên, "Vogue". Nó được thu âm trong ba tuần, tại Johnny Yuma Recording và Ocean Way Studios, California.
Về mặt âm nhạc, I'm Breathless là tập hợp những bài hát mang phong cách của jazz, swing và pop, trong đó có sự tham gia góp giọng của Beatty và Mandy Patinkin trong ba bài hát của album. Nó được ảnh hưởng từ mối quan hệ lúc bấy giờ của Madonna và Beatty, đồng thời thể hiện tính cách của một showgirl của nữ ca sĩ. Sau khi phát hành, I'm Breathless nhận được những phản ứng trái chiều từ các nhà phê bình âm nhạc, trong đó họ đánh giá cao những tác phẩm của Sondheim cũng như chất giọng và tính linh hoạt của Madonna. Tuy nhiên, họ cũng coi những bài hát không liên quan đến phim là ít giá trị. "Sooner or Later", một bài hát trong album, đã chiến thắng Giải Oscar cho Bài hát gốc xuất sắc nhất. Album cũng gặt hái những thành công vượt trội về mặt thương mại, đứng đầu các bảng xếp hạng ở Úc, Phần Lan, Đức, Nhật Bản và Bồ Đào Nha, và lọt vào top 5 ở hầu hết những quốc gia nó xuất hiện, bao gồm Áo, Canada, Pháp, Ý, New Zeland, Na Uy, Tây Ban Nha, Thụy Điển, Thụy Sĩ, Vương quốc Anh và Hoa Kỳ, nơi nó đạt vị trí thứ hai trên bảng xếp hạng Billboard 200 và được chứng nhận hai đĩa Bạch kim từ Hiệp hội Công nghiệp ghi âm Hoa Kỳ (RIAA). Tính đến nay, I'm Breathless đã bán được hơn 7 triệu bản trên toàn thế giới.
Để quảng bá cho I'm Breathless và album phòng thu trước của cô, Like a Prayer (1989), Madonna bắt tay thực hiện chuyến lưu diễn Blond Ambition World Tour, nơi cô giành một phần riêng cho những bài hát từ album. Nó nhận được những đánh giá tích cực từ giới chuyên môn, nhưng cũng bị Đức Giáo hoàng Gioan Phaolô II kêu gọi tẩy chay do sử dụng nhiều hình ảnh của Công giáo. Sau khi chuyến lưu diễn kết thúc, Madonna trình diễn những bài hát từ album tại Giải Video âm nhạc của MTV năm 1990 và giải Oscar năm 1991. "Vogue", đĩa đơn đầu tiên trích từ I'm Breathless, trở thành một trong những đĩa đơn thành công nhất trong sự nghiệp của Madonna, và đạt vị trí quán quân tại hơn 30 quốc gia. Nó được giới phê bình đánh giá cao và tạo nên tầm ảnh hưởng lớn đến nền âm nhạc đương đại, trong khi video đã giúp điệu nhảy vogue trở nên phổ biến. Đĩa đơn thứ hai và cũng là cuối cùng từ album, "Hanky Panky", lọt vào top 10 ở Hoa Kỳ và Vương quốc Anh.

## Danh sách bài hát
| STT | Nhan đề                           | Sáng tác                                         | Sản xuất                                 | Thời lượng |
| --- | --------------------------------- | ------------------------------------------------ | ---------------------------------------- | ---------- |
| 1.  | "He's a Man"                      | Madonna, Patrick Leonard                         | Madonna, Patrick Leonard                 | 4:43       |
| 2.  | "Sooner or Later"                 | Stephen Sondheim                                 | Madonna, Bill Bottrell                   | 3:20       |
| 3.  | "Hanky Panky"                     | Madonna, P. Leonard                              | Madonna, Patrick Leonard                 | 3:56       |
| 4.  | "I'm Going Bananas"               | Michael Kernan, Andy Paley                       | Madonna, Patrick Leonard                 | 1:43       |
| 5.  | "Cry Baby"                        | Madonna, P. Leonard                              | Madonna, Patrick Leonard                 | 4:05       |
| 6.  | "Something to Remember"           | Madonna, P. Leonard                              | Madonna, Patrick Leonard                 | 5:06       |
| 7.  | "Back in Business"                | Madonna, P. Leonard                              | Madonna, Patrick Leonard                 | 5.13       |
| 8.  | "More"                            | S. Sondheim                                      | Madonna, Bill Bottrell                   | 4:58       |
| 9.  | "What Can You Lose"               | S. Sondheim                                      | Madonna, Bill Bottrell                   | 2:08       |
| 10. | "Now I'm Following You (Part I)"  | A. Paley, Jeff Lass, Ned Claflin, Jonathan Paley | Madonna, Patrick Leonard                 | 1:35       |
| 11. | "Now I'm Following You (Part II)" | A. Paley, J. Lass, N. Claflin, J. Paley          | Madonna, Patrick Leonard, Kevin Gilbert  | 3:18       |
| 12. | "Vogue"                           | Madonna, Shep Pettibone                          | Madonna, Shep Pettibone,Craig Kostich[a] | 4:50       |

Ghi chú
- "Sooner or Later" chính thức mang tên "Sooner or Later (I Always Get My Man)" trong phần kết thúc phim và fiải Oscar.[1][2]
- ^[a]  nghĩa là điều hành sản xuất

## Xếp hạng
| Bảng xếp hạng (1990)                | Vị trí cao nhất |
| ----------------------------------- | --------------- |
| Album Úc (ARIA)                     | 1               |
| Album Áo (Ö3 Austria)               | 5               |
| Canada (RPM)                        | 3               |
| Album Hà Lan (Album Top 100)        | 8               |
| Châu Âu (European Top 100 Albums)   | 1               |
| Phần Lan (Suomen virallinen lista)  | 1               |
| Pháp (SNEP)                         | 3               |
| Đức (Offizielle Top 100)            | 1               |
| Album Hungaria (MAHASZ)             | 19              |
| Album Ý (FIMI)                      | 2               |
| Nhật Bản (Oricon)                   | 1               |
| Album New Zealand (RMNZ)            | 2               |
| Album Na Uy (VG-lista)              | 4               |
| Bồ Đào Nha (AFP)                    | 1               |
| Tây Ban Nha (PROMUSICAE)            | 2               |
| Album Thụy Điển (Sverigetopplistan) | 4               |
| Album Thụy Sĩ (Schweizer Hitparade) | 3               |
| Album Anh Quốc (OCC)                | 2               |
| Album Hoa Kỳ Billboard 200          | 2               |

| Bảng xếp hạng (1990)               | Vị trí |
| ---------------------------------- | ------ |
| Australian Albums (ARIA)           | 26     |
| Canadian Albums(RPM)               | 19     |
| Dutch Albums (MegaCharts)          | 59     |
| Europe (European Top 100 Albums)   | 7      |
| French Albums (SNEP)               | 29     |
| German Albums (Offizielle Top 100) | 34     |
| Italian Albums (FIMI)              | 18     |
| Japanese Albums (Oricon)           | 34     |
| New Zealand (Recorded Music NZ)    | 24     |
| Portuguese Albums (AFP)            | 5      |
| Swiss Albums (Schweizer Hitparade) | 23     |
| UK Albums (OCC)                    | 27     |
| US Billboard 200                   | 42     |

## Chứng nhận
| Quốc gia                                                                           | Chứng nhận  | Số đơn vị/doanh số chứng nhận |
| ---------------------------------------------------------------------------------- | ----------- | ----------------------------- |
| Úc (ARIA)                                                                          | Bạch kim    | 70.000^                       |
| Áo (IFPI Áo)                                                                       | Vàng        | 25.000*                       |
| Brasil (Pro-Música Brasil)                                                         | Vàng        | 100.000*                      |
| Canada (Music Canada)                                                              | 2× Bạch kim | 200.000^                      |
| Pháp (SNEP)                                                                        | 2× Vàng     | 411,900                       |
| Đức (BVMI)                                                                         | Vàng        | 250.000^                      |
| Nhật Bản (RIAJ)                                                                    | Vàng        | 329,382                       |
| Hà Lan (NVPI)                                                                      | Vàng        | 30,000                        |
| Tây Ban Nha (PROMUSICAE)                                                           | 2× Bạch kim | 200.000^                      |
| Thụy Sĩ (IFPI)                                                                     | Vàng        | 25.000^                       |
| Anh Quốc (BPI)                                                                     | 2× Bạch kim | 600.000^                      |
| Hoa Kỳ (RIAA)                                                                      | 2× Bạch kim | 2.000.000^                    |
| Tổng hợp                                                                           |             |                               |
| Toàn cầu                                                                           | —           | 7,000,000                     |
| * Chứng nhận dựa theo doanh số tiêu thụ. ^ Chứng nhận dựa theo doanh số nhập hàng. |             |                               |